# Francisco Antonio Pavón
Francisco Antonio Pavón Rodríguez (né le 28 janvier 1977 à La Ceiba au Honduras) est un footballeur international hondurien, qui évoluait au poste de milieu de terrain.

## Biographie

### Carrière en sélection
Avec l'équipe du Honduras, il joue 16 matchs (pour un but inscrit) entre 1999 et 2003. Il figure notamment dans le groupe des sélectionnés lors de la Gold Cup de 2000.
Il participe également aux Jeux olympiques de 2000. Lors du tournoi olympique, il joue trois matchs : contre le Nigeria, l'Italie et l'Australie.